# Corporate Animals
Corporate Animals é um filme estadunidense de comédia de terror de 2019, dirigido por Patrick Brice e escrito por Sam Bain. É estrelado por Jessica Williams, Karan Soni, Isiah Whitlock Jr., Martha Kelly, Dan Bakkedahl, Calum Worthy, Jennifer Kim, Nasim Pedrad, Ed Helms, e Demi Moore.
Sua estréia mundial foi no Festival Sundance de Cinema em 29 de janeiro de 2019. Foi lançado em 20 de setembro de 2019 pela Screen Media Films.

## Sinopse
Lucy (Demi Moore) é a egoísta CEO da Incredible Edibles, a principal fornecedora americana de talheres comestíveis. Em sua infinita sabedoria, Lucy lidera sua equipe, incluindo seus assistentes sofredores, Freddie (Karan Soni) e Jess (Jessica Williams), em um fim de semana corporativo para o Novo México. Quando ocorre um desastre, nem mesmo seu guia inútil Brandon (Ed Helms) pode salvá-los. Presos no subsolo por um desmoronamento, o grupo incompatível e descontente deve se unir para sobreviver em meio à tensão sexual, revelações surpreendentes de negócios e canibalismo casual.

## Elenco
- Demi Moore como Lucy Vanderton
- Ed Helms como Brandon
- Jessica Williams como Jess
- Karan Soni como Freddie
- Isiah Whitlock Jr. como Derek
- Calum Worthy como Aidan
- Dan Bakkedahl como Billy
- Martha Kelly como Gloria
- Nasim Pedrad como Suzy
- Britney Spears como fantasma dela mesma (voz)[2]
- Jennifer Kim como May
- Wendy Meredith como Victoria
- Courtney Cunningham como Olivia
- LynNita Ellis como repórter
- Frank Bond como Ian

## Produção
Em maio de 2018, Sharon Stone, Ed Helms, Jessica Williams, foram anunciados para o elenco do filme, com Patrick Brice dirigindo um roteiro de Sam Bain. Keith Calder, Jessica Calder, Mike Falbo e Helms produzirão o filme, sob as bandeiras Snoot Entertainment e Pacific Electric, respectivamente. Em junho de 2018, Demi Moore se juntou ao elenco do filme, substituindo Stone, ao lado de Karan Soni, Isiah Whitlock Jr., Calum Worthy, Dan Bakkedahl, Martha Kelly, Jennifer Kim e Nasim Pedrad.
A filmagem principal começou em junho de 2018, em Santa Fe, Novo México.

## Lançamento
Sua estréia mundial foi no Festival Sundance de Cinema, em 29 de janeiro de 2019. Pouco tempo depois, a Screen Media Films adquiriu direitos de distribuição do filme. Foi lançado em 20 de setembro de 2019.

## Recepção
Corporate Animals possui uma classificação de aprovação de 25% no site agregador de críticas Rotten Tomatoes, com base em 51 avaliações, com uma média ponderada de 4,01 / 10. O consenso crítico do site diz: "A cultura corporativa pode parecer uma escolha fácil para a sátira, mas a medíocre Corporate Animals prova que até os objetivos mais amplos podem ser perdidos". Em Metacritic, o filme possui uma classificação de 31 em 100, com base em 15 críticos, indicando "críticas geralmente desfavoráveis".